# Ibn Abi Usaybi'a
Ibn Abi Usaybi'a (en arabe ابن أبي أصيبعة موفق الدين أبو العباس أحمد بن القاسم بن خليفة الشعري الخزرجي, né à Damas entre 1194 et 1203, mort en 1269 ou en 1270) est un médecin historien, connu pour ses bio-bibliographies de grands médecins.

## Biographie
Né dans une famille de médecins de Damas, il fait des études de médecine dans cette ville auprès de Al-Dakhwar, en étant le condisciple de Ibn al-Nafis. 
Il se fait remarquer par ses contemporains comme oculiste pratiquant à l'hôpital Al-Nuri de Damas. Il entre au service de l'émir Azeddin à Sarkar, pour prendre ensuite la direction d'hôpitaux tant au Caire qu'à Damas.
Il travaille en collaboration avec Ibn al-Baytar de Malaga, pour l'étude et le classement des plantes médicinales. Il est aussi en correspondance avec Abd Al-Natif.

## Œuvres
Polyglotte, Ibn Abi Usaybia traduisit en arabe le Sushruta Samhita, manuscrit de chirurgie rédigé en sanskrit et attribué à Sushruta, chirurgien indien du VIe siècle avant notre ère.
Il serait également l'auteur d'une compilation d'observations médicales, aujourd'hui perdue.

### Vies de médecins
Son ouvrage le plus important est un recueil de près de 400 biographies de médecins et scientifiques, le Uyūn al-anbāʼ fī ṭabaqāt al-aṭibbā (en arabe عيون الأنباء في طبقات الأطباء, littéralement Vies de médecins  ou Sources d'informations sur les classes de médecins.
Si plus de 380 de ces biographies sont consacrées à des médecins, d'autres concernent des mathématiciens, physiciens, astronomes ou encore des philosophes. Il écrivit cette compilation à Damas en 1242, avant qu'elle ne soit publiée en 1245 ou 1246.
L'ouvrage est divisé en quinze chapitres : 1. Origines de la médecine ; 2. Premiers médecins ; 3. Médecins grecs ; 4. Hippocrate et ses contemporains ; 5. Galien et ses contemporains ; 6. Médecins d'Alexandrie ; 7. Médecins du temps du Prophète ; 8. Médecins de Syrie sous les premiers Abbassides 9. Les traducteurs ; 10 à 15. Les médecins des autres régions du monde : Irak, Perse, Inde, Maghreb et Espagne, Égypte, Syrie.
Ce livre inaugure un nouveau genre médico-historique : les bio-bibliographies de grands médecins. Sa méthode est distincte de l'hagiographie (exemplarité et mise en valeur), Ibn Abi Usaybi'a ne s'intéresse à la vie des savants que pour mieux connaitre leur doctrine et cataloguer leurs œuvres. C'est aussi la première étude médico-historique à visée universelle, englobant tous les médecins illustres de l'ensemble du monde connu, et de toutes les époques.
L'ouvrage ne mentionne pas son compagnon d'études Ibn al-Nafis, malgré deux chapitres consacrés à ses contemporains en Syrie et en Égypte. Une rivalité, voire une inimitié personnelle, aurait existé entre les deux hommes,.
En médecine européenne, cette approche biographique systématique débute avec les humanistes du XVe siècle, dont Giovanni Tortelli (de).

#### Supernova ayant donné naissance à la nébuleuse du crabe
L'œuvre historique d'Ibn Abi Usaybi'a est vaste et appréciée pour la richesse et la précision des extraits cités. Nous lui devons ainsi une observation de la supernova de 1054  (SN 1054) qui donna naissance à la nébuleuse du crabe.
Dans sa biographie d'Ibn Butlan, ce dernier est le témoin d'une épidémie à Constantinople en 1054. Il la relie à l'apparition d'une nouvelle étoile dans la constellation des Gémeaux et à l'entrée de Saturne dans la maison du Cancer, : 

« L'une des épidémies les mieux connues de notre temps est celle survenant lors de l'apparition dans [la constellation des] Gémeaux de l'étoile fabuleuse en l'an 446H. En l'automne de cette année, 1400 personnes furent enterrées dans l'Église de Luc, après que les cimetières de Constantinople aient été remplis (...) Tandis que cette étoile fabuleuse apparaissait dans [la constellation des] Gémeaux, cela est la cause des épidémies survenues à Fostat lors de la décrue du Nil, au moment de son apparition en l'an 445H. »